# Oruza dolichognatha
Oruza dolichognatha är en fjärilsart som beskrevs av George Francis Hampson 1918. Oruza dolichognatha ingår i släktet Oruza och familjen nattflyn. Inga underarter finns listade i Catalogue of Life.